# Морполача
Морполача је насељено мјесто у Равним котарима, у Далмацији. Припада општини Станковци у Задарској жупанији, Република Хрватска.

## Географија
Морполача се налази око 10 км источно од Станковаца, а од Бенковца око 19 км југоисточно. Поред Морполаче пролази ауто-пут.

## Историја
Насеље се до распада Југославије 1991. године налазило у некадашњој великој општини Бенковац. Морполача се од распада Југославије до августа 1995. године налазила у Републици Српској Крајини.

## Култура
Код Морполаче се налази римокатоличка црква светог Петра.
Уочи светог Илије 2015. године, владика далматински Фотије је освештао крст висок 6,5 метара, који је постављен на сеоском гробљу. Крст су подигли повратници уз помоћ цркве. Освећено је и земљиште за изградњу нове цркве Светог Василија Острошког.

## Становништво
Према попису из 1991. године, Морполача је имала 407 становника, од чега 389 Срба, 14 Хрвата и 4 остала. Морполача је 2001. године имала 26 становника. Према попису становништва из 2011. године, насеље Морполача је имала 49 становника.
| Националност       | 1991. | 1981. | 1971. | 1961. |
| Срби               | 389   | 349   | 378   |       |
| Југословени        |       | 4     | 5     |       |
| Хрвати             | 14    | 16    | 15    |       |
| остали и непознато | 4     | 4     | 1     |       |
| Укупно             | 407   | 373   | 399   | '     |

| Демографија | Демографија | Демографија |
| Година      | Становника  | Становника  |
| ----------- | ----------- | ----------- |
| 1971.       | 399         |             |
| 1981.       | 373         |             |
| 1991.       | 407         |             |
| 2001.       | 26          |             |
| 2011.       |             | 49          |

## Попис 1991.
На попису становништва 1991. године, насељено место Морполача је имало 407 становника, следећег националног састава:
| Попис 1991.‍  | Попис 1991.‍  | Попис 1991.‍ | Попис 1991.‍ | Попис 1991.‍ |
| ------------ | ------------ | ----------- | ----------- | ----------- |
|              |              |             |             |             |
| Срби         | Срби         |             | 389         | 95,57%      |
| Хрвати       | Хрвати       |             | 14          | 3,43%       |
| Муслимани    | Муслимани    |             | 1           | 0,24%       |
| неопредељени | неопредељени |             | 3           | 0,73%       |
| укупно: 407  |              |             |             |             |

## Презимена
| - Дрча — Православци - Иванишевић — Православци - Јелача — Православци - Клеут — Православци - Мандић — Православци - Мрдаљ — Православци - Остојић — Православци - Павић — Православци - Ромић — Православци - Тинтор — Православци | - Томашевић — Православци - Ћакић — Православци - Ћосић — Православци - Узелац — Православци - Шарић — Православци - Шкорић — Православци - Шоргић — Православци - Шуша — Православци - Ушљебрка — Римокатолици |